# 크루엘라 (영화)
《크루엘라》(영어: Cruella)는 2021년 개봉한 미국의 범죄 코미디 드라마 영화이다. 도디 스미스의 소설과 그 소설을 원작으로 한 디즈니 애니메이션 영화 《101마리 강아지》의 등장인물이었던 크루엘라 드 빌을 주인공으로 한 영화이다. 감독은 크레이그 길레스피이고, 주인공 크루엘라 역을 엠마 스톤이 연기한다. 이외에 에마 톰슨, 폴 월터 하우저, 조엘 프라이, 마크 스트롱이 출연한다. 제 94회 아카데미 의상상을 수상하였다.
북미에서는 극장 개봉과 동시에 디즈니+로 공개되었다.

## 줄거리
에스텔라는 태어날 때부터 선천적으로 머리가 하얀색 반, 검은색 반이었는데 이로 인해 어린 시절부터 주변사람들로부터 이상한 아이라는 시선을 받으며 살아야 했다.
시간이 흘러서 1964년. 지역의 명문 학교로 진학한 에스텔라는 학교에서도 교복을 뒤집어서 튜닝해서 입고 다녔다. 그리고 그 학교에서 '아니타 달링'이라는 이름의 흑인 소녀를 만나게 되고 그녀와 친구가 된다. 하지만 에스텔라의 튜닝 교복의 개성을 못마땅해한 일부 아이들이 시비를 걸었고, 에스텔라는 주저없이 상대방과 싸우다 교장실로 불려가기 일쑤였다. 어느 날, 다른 아이들에게 괴롭힘을 당한 끝에 학교 쓰레기통에 떨어진 에스텔라는 그 곳에 있던 유기견을 주워 '버디'라고 이름을 붙이고 데려다 키우게 된다. 이후 에스텔라는 시비가 붙은 다른 학생들과 지속적으로 싸움을 하는 사고를 치고 결국 학교에서 퇴학을 선고받기 직전에 자퇴를 하게 된다.
학교를 자퇴한 이후 에스텔라는 어머니와 함께 런던으로 이사를 가게 된다. 어머니는 자신과 알고 지냈던 남작 부인의 집에 방문해 도움을 청하기로 결정한다. 차에서 얌전히 있으라는 어머니의 부탁을 어기고 남작 부인 집에 몰래 들어가 남작 부인 집에서 열리는 패션 쇼(1964년 윈터 콜렉션)를 구경하다 남작 부인의 집사인 존에게 붙잡힌다. 이 과정에서 에스텔라의 모자가 벗겨지고 그로 인해 에스텔라의 머리가 그대로 노출된다. 존은 에스텔라의 머리카락을 보자마자 모자를 씌우고 끌고간다. 어디론가 끌려가는 에스텔라는 버디의 도움으로 도망치다가 경비원들과 남작 부인이 키우는 달마시안들에게 걸리고 만다. 뒷뜰로 도망치던 에스텔라는 뒷뜰 테라스에서 대화 중인 어머니와 남작 부인을 발견하지만 자신을 쫓아온 달마시안들이 그만 어머니에게 달려드는 바람에 어머니가 절벽에서 떨어져 사망한다. 자신 때문에 어머니가 죽었다고 생각한 에스텔라는 인근에 있던 쓰레기차에 뛰어 들어서 남작 부인 집을 벗어나 런던 거리로 도망치나 어머니가 집안의 가보라며 걸어준 목걸이를 남작부인 뒤뜰 화단에 떨어뜨리고 왔다는 것을 뒤늦게 알게 된다.
한 순간에 어머니를 잃은 에스텔라는 어머니와 함께 차를 마셨던 리젠트 파크에 도착하게 되었고, 슬퍼하며 잠을 청한다. 다음날 에스텔라는 리젠트 공원 호수 근처에서 앵벌이를 하고 있는 호레이스와 재스퍼를 만나게 된다. 호레이스와 재스퍼는 같은 고아 처지로 어느 폐허를 집으로 삼아 '윙크'라는 한쪽 눈에 안대를 한 개와 함께 앵벌이와 도둑질을 일삼으며 생활하고 있었다. 이들과 함께하기로 결정한 에스텔라는 사랑했던 어머니를 위해 다시는 괴짜의 면모를 보이지 않기로 다짐하면서 자신의 머리색을 염색하면서 에스텔라를 버리고 크루엘라가 된다.
이후 10년이 흘러서, 1970년대. 호레이스, 재스퍼와 같이 도둑 생활으로 생활을 연명하며 성인이 된다. 에스텔라는 자신의 재능을 살려 각종 의상들을 만들어내며 뛰어난 변장술들을 선보이기도 한다. 이미 10년동안 재스퍼와 호레이스와 생활하며 도둑질 생활에 익숙해진 에스텔라였으나 재스퍼는 좀도둑 생활을 하는 자신들과 달리 패션 등에서 천재적인 면모를 지닌 에스텔라를 안타까워한다. 결국 이력서를 조작해 에스텔라를 런던에서 제일 유명하고 큰 백화점인 리버티 백화점의 청소부로 취직시켜주게 된다.
리버티 백화점에 청소부로 취직하게 된 에스텔라는 궂은 일을 마다하지 않으며 꾸준히 자신의 담당자에게 자신에게는 뛰어난 재능이 있으며 의상을 만들고 싶다는 이야기를 어필하지만 먹히지 않는다. 백화점에서 일하고 있지만 자신의 꿈인 의상 디자이너에는 점점 더 멀어지고 있다는 것에 우울감을 느낀 에스텔라는 담당자의 선반의 위스키를 멋대로 꺼내 마시고는 잔뜩 취해 쇼윈도를 자신의 멋대로 만들고 만다. 결국 이 일로 백화점에서 해고를 당할 위기에 몰리지만, 때마침 백화점에 방문한 유명 패션 디자이너인 남작 부인이 에스텔라의 남다른 재능을 발견하고 에스텔라를 자신의 회사로 스카우트 해간다.
생각지도 못한 기회로 자신이 동경하던 패선 디자이너인 남작 부인의 밑에서 일하게 된 에스텔라는 자신의 꿈에 한발짝 다가선다. 남작 부인의 디자이너로 일하던 에스텔라는 우연히 남작 부인의 목에 걸린 목걸이가 어머니가 사망할 당시에 잃어버렸던 어머니가 자신에게 물려주신 유품임을 발견한다. 남작 부인이 에스텔라의 어머니인 캐서린을 욕하는 발언을 하자 에스텔라는 이를 호레이스와 재스퍼에게 이야기하며 남작 부인 집에서 열릴 파티(블랙 앤 화이트 파티)에서 금고에 보관된 목걸이를 훔칠 계획을 세운다. 허나 에스텔라로써 참가를 했다간 자신의 신변이 노출되기에 갖은 궁리를 하다 묘수를 하나 낸다. 바로 '크루엘라'로써 파티에 참가 하는 것. 자신보다 뛰어난 존재를 의식하고 질투하는 남작 부인의 성격을 잘 알던 에스텔라는 목걸이를 훔칠 계획의 일부로 염색한 머리를 풀며 크루엘라로 변장하고 호레이스는 해충 박멸 업체에서 나온 직원으로 잠입하고, 재스퍼는 뒷편에서 CCTV를 조작한다.
파티장에서 남작 부인의 건배를 드는 순간, 테이블에 쌓아놓은 술잔을 깨뜨리며 하얀 망토를 두른 크루엘라가 나타난다. 경호원에게 불을 빌리고 자신의 하얀 망토를 순식간에 불태워버린 크루엘라는 자신의 화려한 머리색과 붉은 색의 드레스에 한껏 주목받게 된다. 아니타의 새어나간 파란 잉크에도 드레스코드를 준수하라고 닦달하는 남작 부인의 블랙 앤 화이트 파티에서 빨간 드레스를 입고 나타난 크루엘라에게 온 관심이 쏠린 상황. 예상대로 남작 부인은 경호원들에게 쫓아내라 명령하지만 크루엘라는 그녀의 지팡이로 경호원들을 제압하고 남작 부인과 말을 터게 된다. 하지만 계획과 달리 목걸이는 남작 부인이 끼고 있었으며 금고 안은 비어 있었다. 계획에 실패한 호레이스와 재스퍼는 경비원들을 피해 도주한다. 이때 남작 부인이 피리를 불자 남작 부인의 달마시안들이 호레이스와 재스퍼에게 달려든다. 이를 본 에스텔라는 어린 시절 자신의 잘못으로 어머니가 절벽으로 떨어져 사망한 게 아니라 남작 부인이 피리를 불어서 달마시안들을 이용해서 어머니를 살해했다는 사실을 깨닫는다. 호레이스와 재스퍼가 도망가는 틈을 타 목걸이를 훔치려 하지만 떨어진 목걸이를 달마시안이 삼키게 되면서 계획이 완전히 물거품이 된다. 아수라장 속에서 차 한대를 훔쳐 일행들과 달아난 에스텔라는 이 사실을 재스퍼와 호레이스에게 고백하며 사태는 일단락 된다. 이 일로 에스텔라는 자신의 어머니를 죽인 남작 부인에게 복수하기 위해 계획을 세운다. 그리고 그 날 밤. 드레스도 벗지 않은채 침대에 누운 에스텔라는 미묘한 웃음을 짓는다.
그 다음 날, 에스텔라는 크루엘라의 복장을 입고 냉정하면서도 과격한 모습을 보이며 이제부터는 크루엘라가 메인이고 에스텔라는 조연이라고 선언하며 재스퍼와 호레이스에게 남작 부인이 기르고 있는 세 마리의 달마시안들을 납치할 것을 명령한다. 남작 부인과 일할때는 에스텔라로, 일하지 않을 때는 크루엘라가 되면서 남작 부인에게 복수할 계획을 세운다. 에스텔라는 자신이 방문했던 의상샵에 디자이너인 아티와 기자로 일하고 있던 어린 시절 유일한 친구인 아니타를 자신의 편으로 만든다. 그리고 목걸이를 삼켰던 달마시안들을 납치해 목걸이를 뱉을때까지 지켜보기로한다. 이때부터 남작부인이 등장할 때마다 아티와 만들어낸 화려한 의상들을 입고 등장해 시선을 가로채며 관심을 빼앗으며 패션 디자이너계에 떠오르는 유망주로 부각받으며 언론에 주목을 받게 된다.
남작 부인의 위세가 나날히 꺾이고 크루엘라의 위세가 커지던 나날, 남작 부인은 런던의 패션계에서 가장 중요한 스프링 콜렉션에서 명예회복을 위해 디자이너들을 닦달한다. 크루엘라 역시 이때 제대로 남작 부인에게 엿을 먹이기위해 큰 건을 하나 준비한다. 에스텔라(로 분장한 크루엘라)는 남미에서 들여온 보석으로 드레스를 만드는데, 남작 부인이 이것을 굉장히 마음에 들어하고 이를 기념하자며 근처 레스토랑에서 한잔 하게 된다. 이 날 밤 재스퍼와 호레이스를 시켜서 남작 부인의 패션 회사에 침입을 시도했다는 것을 보여주라고 보내는데, 이때 재스퍼와 호레이스는 가족같이 지냈던 에스텔라가 크루엘라가 되면서 보이는 행동에 불만을 털어놓으면서도 임무를 완수한다. 한껏 자극을 받은 남작 부인은 크루엘라가 또 무슨 수작을 부릴 지 모른다며 자신의 스프링 컬렉션들을 금고에 넣어놓게 되지만, 이는 크루엘라가 파놓은 함정이었다. 황금 보석의 정체는 바로 나방의 고치였고, 위장한 나방 고치를 붙인 드레스가 다른 남작 부인의 드레스들을 다 망쳐 놓아버린 것이다. 스프링 콜렉션을 이렇게 망쳐놓은 크루엘라는 같은 날 밤 리젠트 공원에서 파격적인 패션 쇼를 하여 남작 부인에게 거하게 물을 먹인다. 이 일로 크루엘라의 위세가 하늘을 찌르게 된다.
남작부인은 화가 끝까지 났지만 이로 인해 남작 부인은 에스텔라와 크루엘라가 동일 인물임을 눈치채게 되고, 여기에 나방 고치를 갖고왔던 배달부가 크루엘라 패션 쇼의 DJ 역할을 한 호레이스였다는 것을 발견하게 되고 미행을 붙여 은신처를 알게 된다. 한편, 이 사실을 몰랐던 크루엘라는 그간 마음에 걸렸는지 수고한 제스퍼와 호레이즈를 위해 저녁을 사서 들어갔지만... 은신처에 기다리고 있던 남작부인에게 잡히고 만다. 무시무시한 협박과 제스퍼와 호레이스가 살인 누명을 쓰게 될거라며 실컷 비웃은 뒤 남작부인은 크루엘라를 의자에 단단히 묶고 불을 질러 죽게 만든다. 자신의 묶인 끈을 풀어주려는 윙크와 버디의 노력에도 크루엘라는 점점 의식을 잃게 되고 결국 아지트는 전소하게 된다. 사망한 것으로 추정되고 크루엘라가 죽었다는 사실에 패션계에서는 크게 슬퍼했다.
하지만 크루엘라는 죽지 않았고 살아 있었다. 정신을 차려보니 낯선 집에서 구조된 상황. 화재 당시 남작 부인의 집사인 존에 의해 구조되어 가까스로 생존했던 것이다. 극도로 경계하는 크루엘라에게 어머니의 유품이었던 목걸이, 그리고 그 속에 있던 작은 열쇠와 열쇠에 꼭 맞는 보석상자를 보여주며 존은 이 열쇠의 의미를, 이 상자 속의 어떤 문서와 그것의 의미를 알겠냐고 묻는다. 당연히 알 턱이 없던 크루엘라는 존에게 자신의 출생 배경에 대한 충격적인 진실을 듣게 된다. 사실 크루엘라 본인은 남작 부인의 딸이었다는 것이었다. 폰 헬만 남작은 좋은 사람이었으나 남작 부인은 자기애가 강하고 정서적으로 매우 불안정한 사람이었다고 한다. 그래서 크루엘라를 낳은 이후 존에게 자신의 친딸을 제거할 것을 명령했다. 하지만 갓 태어난 아기를 죽이라는 잔인한 명령을 차마 따를 수 없었던 존은 남작 부인의 밑에서 일하던 천사 같이 착한 메이드인 캐서린에게 크루엘라를 맡기게 되었다. 캐서린은 남작 부인과는 다르게 사랑으로 크루엘라를 양육했고 크루엘라는 그런 캐서린을 자신의 친어머니라고 믿으며 자랐던 것이다. 이후 남작은 태어난 딸이 죽었다는 남작 부인의 말에 실의에 빠지고 큰 병을 얻어 세상을 떠났다고 한다. 남작은 자신의 아이가 죽었다는 사실에 충격을 받아 앓다가 사망했고 유산은 남작부인이 모두 독차지했던 셈이다. 존은 크루엘라가 죽은 남작의 남작으로서의 지위, 남작의 재산 등 모든 것을 물려받을 정당한 상속자라는 것을 알려준다.
이에 충격을 받은 크루엘라는 "그 미친 여자가 내 엄마일리가 없어요!"라고 외친 뒤 존의 집에서 나와서 우편배달부의 오토바이를 훔쳐서 리젠트 공원으로 가서 자신이 친어머니라고 믿었던 캐서린에게 독백을 하면서 자신도 그동안 착한 에스텔라로 살려고 노력했으나 이제 다 틀렸으며 결국 자신은 사악하고 못된 악당인 크루엘라로 살아갈 수밖에 없다고 선언한다.
해당 사실에 최후의 복수를 계획한 에스텔라는 감옥에 수감된 호레이스와 재스퍼를 구출해내고 자신이 살아있다는 사실을 알리고 재스퍼와 호레이스에게 남작부인이 자기 친엄마라는 사실과 자기가 그동안 미안했다고 사과한다. 그리고 자신을 도왔던 디자이너인 아티를 찾아가 다시 한 번 일하자며 제안한다. 크루엘라는 며칠 뒤에 열리는 남작부인의 자선 패션쇼에서 최후의 복수를 하기 위해 남작부인댁에 참여하는 모든 귀부인들의 연락처를 모으기 시작한다. 그리고 그들에게 패션계에 크게 반향을 일으켰던 존재인 크루엘라의 죽음을 추모하는 자리로 꾸며 크루엘라의 가발과 의상을 입고오도록 조작한다. 

한편 자선 패션쇼를 준비하던 남작부인은 불이 탄 집에서 크루엘라의 시신이 발견되지 않았다는 사실을 듣고 크루엘라가 아직 살아있을것이라는 두려움을 느낀다. 그리고 며칠 뒤에 열리는 자신의 자선 행사 패션쇼에서 크루엘라가 어떤 수작을 부릴지 몰라 경비를 강화시킨다. 하지만 패션쇼 당일 모든 귀부인들이 크루엘라를 추모하는 자리로 여겨 크루엘라의 차림으로 등장한 것을 보고 당황해하며 자신이 아닌 크루엘라를 위해 건배를 한다. 이때 애꿏은 아니타에게 크루엘라가 어딨냐고 닦달하는 장면은 깨알같은 개그.
재스퍼, 호레이스, 아티, 여기에 존까지 가세한 크루엘라 일당이 경비원을 한곳에 몰아놓고 가두어 놓는사이 크루엘라는 남작부인에게 호루라기를 뺏는다. 그 후 다시 에스텔라로 변장해 캐서린이 죽었던 그 뒤뜰에서 호루라기를 불어 달마시안들을 부른다. 소리에 반응한 달마시안에 의해 뒤뜰로 나온 남작부인은 에스텔라를 해치라고 하지만 강아지들은 오랜 동거기간 동안 크루엘라와 상하관계가 형성되어있어 달려들지 않는다. 그리고 남작부인에게 다가가 자신이 낳고 버린 딸이였음을 밝힌다. 남작부인은 에스텔라가 자신의 딸이였음을 알게 되자 감동의 포옹을 시도한다. 하지만 남작부인은 포옹을 하자마자 에스텔라를 절벽으로 밀어버리고 이 사실들을 모든 귀부인들이 목격하게 된다. 결국 남작부인은 살해혐의로 구속되었다. 남작부인이 자기를 절벽에 밀어버릴 것을 예측한 크루엘라는 낙하산으로 목숨을 건지고 바로 크루엘라의 모습으로 자선 패션쇼에 다시 나타나 남작부인이 체포되는 모습을 지켜 본다.
이후 일을 벌이기 전 에스텔라는 변호사를 통해 집안의 모든 재산을 크루엘라에게 일임하는 장면과 헬먼홀의 주인으로써 존에게 응대받는 크루엘라를 보여준 후에 호레이스와 제스퍼와 함께 에스텔라의 무덤을 찾아가 이제 에스텔라로써는 살 수 없으니 크루엘라로써 살겠다며 자신의 양어머니가 물려준 이름을 버리고 크루엘라로 다시 태어난다. 이후 헬먼 홀의 가운데 글자를 빼 "헬 홀"로 바꾸고 검게 물들인 자신의 애마 드 빌을 성을 향해 몰며 영화는 마무리된다.
원작과 연결되는 쿠키영상에서는 징기스가 낳은 것으로 보이는 새끼들을 남작 부인의 변호사였던 로저와 자신을 도왔던 아니타에게 각각 퐁고(로저), 퍼디(아니타)를 선물한다. 이후로는 101마리 달마시안에서 이어지는 내용.

## 출연
- 엠마 스톤 - 에스텔라 밀러 / 크루엘라 드 빌 역
- 에마 톰프슨 - 본 헬먼 남작부인 역
- 조엘 프라이 - 재스퍼 배던 역
- 폴 월터 하우저 - 호레이스 배던 역
- 에밀리 비첨 - 캐서린 밀러 역
- 커비 하월바티스트 - 애니타 "태틀테일" 달링 역
- 마크 스트롱 - 존 역
- 존 매크리아 - 아티 역
- 케이밴 노백 - 로저 역
- 제이미 데메트리오 - 제럴드 역

## 한국판 성우진
- 소연 - 에스텔라/크루엘라(엠마 스톤)
- 전숙경 - 남작부인(바로네스)(엠마 톰슨)
- 송준석 - 재스퍼(조엘 프라이)
- 이장원 - 호레이스(폴 월터 하우저)
- 정재헌 - 아티(존 맥크레)
- 배정미 - 캐서린(에밀리 비첨)
- 이봉준 - 시종 존 보리스(마크 스트롱)
- 홍진욱 - 로저(케이반 노박)
- 이다슬 - 아니타 달링(커비 하월바티스트)
- 손종환 - 제럴드(제이미 드메트리우)
- 위훈 - 제프리(앤드류 리엉)
- 오인성 - 교장(레오 빌)
- 정현경 - 기자(헬렌 다우닝)
- 이상헌 - 경찰국장(폴 바젤리)
- 백승철 - 경비원(조이 아쿠비즈)
- 김명준 - 동물 조련사(리처드 데이비드 케인)
- 장미 - 어린 아니타(플로리 카마라)
- 곽지혜 - 어린 에스텔라(티퍼 세이퍼트 클리브랜드)
- 최은후 - 어린 재스퍼(지기 가드너)
- 김규동 - 어린 호레이스(조셉 맥도널드)